# Lasse Kukkonen
Lasse Juhani Kukkonen (* 18. September 1981 in Oulu) ist ein finnischer Eishockeyspieler, der seit August 2013 bei Oulun Kärpät in der finnischen Liiga unter Vertrag steht und dort auf der Position des Verteidigers spielt.

## Karriere
Lasse Kukkonen begann seine Karriere in der Saison 2000/01 mit dem Eishockeyverein Oulun Kärpät in der finnischen SM-liiga. Dort verbrachte er drei Spielzeiten. Er wurde beim NHL Entry Draft 2003 in der fünften Runde an 151. Stelle von den Chicago Blackhawks aus der National Hockey League (NHL) ausgewählt und wechselte im Sommer 2003 umgehend nach Nordamerika. Er spielte dabei aber hauptsächlich für Chicagos Farmteam, die Norfolk Admirals, in der American Hockey League (AHL). Schon in der folgenden Saison kehrte er wieder zu seinem Stammverein nach Oulu zurück, wo er bis 2006 spielte und im Jahr 2005 Finnischer Meister wurde.
Nach einer herausragenden Saison 2005/06 in Finnland holten ihn die Chicago Blackhawks erneut nach Nordamerika. Dort konnte er sich schließlich einen Stammplatz im NHL-Kader erarbeiten. Jedoch wurde er im Laufe der Spielzeit 2006/07 zusammen mit einem Drittrunden-Wahlrecht im NHL Entry Draft 2007 im Austausch für Kyle Calder zu den Philadelphia Flyers transferiert.
Ab 2009 spielte er in der Kontinentalen Hockey-Liga (KHL). Zunächst für den HK Awangard Omsk und ab 2010 für den HK Metallurg Magnitogorsk. Ab Juli 2012 stand er beim Rögle BK aus der schwedischen Elitserien unter Vertrag. Zur Saison 2013/14 kehrte er nach Finnland zu Kärpät zurück. In den Jahren 2014, 2015 und 2018 gewann er drei weitere Meistertitel mit seinem Heimatverein.

### International
Auf internationaler Ebene konnte Kukkonen zahlreiche Erfolge feiern. So wurde er mit der finnischen Nationalmannschaft bei der Weltmeisterschaft 2011 Weltmeister. Des Weiteren wurde er fünf Jahre später Vize-Weltmeister. Bei Olympischen Winterspielen gewann er zwischen 2006 und 2014 eine Silber- und zwei Bronzemedaillen.

## Erfolge und Auszeichnungen
| - 2000 Meister der I-divisioona und Aufstieg in die SM-liiga mit Oulun Kärpät - 2002 SM-liiga-Spieler des Monats Oktober - 2003 Matti-Keinonen-Trophäe - 2003 SM-liiga All-Star Team - 2005 Finnischer Meister mit Oulun Kärpät - 2003 SM-liiga-Spieler des Monats März - 2006 Pekka-Rautakallio-Trophäe - 2006 Matti-Keinonen-Trophäe - 2006 SM-liiga All-Star Team | - 2010 Teilnahme am KHL All-Star Game - 2014 Finnischer Meister mit Oulun Kärpät - 2014 Pekka-Rautakallio-Trophäe, Juha-Rantasila-Trophäe - 2014 Liiga All-Star Team - 2015 Finnischer Meister mit Oulun Kärpät - 2015 Liiga All-Star Team - 2018 Finnischer Meister mit Oulun Kärpät - 2019 Finnischer Vizemeister mit Oulun Kärpät |

### International
| - 1999 Goldmedaille bei der U18-Junioren-Weltmeisterschaft - 2001 Silbermedaille bei der U20-Junioren-Weltmeisterschaft - 2006 Silbermedaille bei den Olympischen Winterspielen - 2010 Bronzemedaille bei den Olympischen Winterspielen | - 2011 Goldmedaille bei der Weltmeisterschaft - 2014 Bronzemedaille bei den Olympischen Winterspielen - 2016 Silbermedaille bei der Weltmeisterschaft |

## Karrierestatistik
Stand: Ende der Saison 2019/20

### International
Vertrat Finnland bei:
| - U18-Junioren-Weltmeisterschaft 1999 - U20-Junioren-Weltmeisterschaft 2001 - Weltmeisterschaft 2005 - Olympischen Winterspielen 2006 - Weltmeisterschaft 2006 - Weltmeisterschaft 2007 - Weltmeisterschaft 2009 - Olympischen Winterspielen 2010 | - Weltmeisterschaft 2010 - Weltmeisterschaft 2011 - Weltmeisterschaft 2012 - Weltmeisterschaft 2013 - Olympischen Winterspielen 2014 - Weltmeisterschaft 2016 - Weltmeisterschaft 2017 - Olympischen Winterspielen 2018 |

(Legende zur Spielerstatistik: Sp oder GP = absolvierte Spiele; T oder G = erzielte Tore; V oder A = erzielte Assists; Pkt oder Pts = erzielte Scorerpunkte; SM oder PIM = erhaltene Strafminuten; +/− = Plus/Minus-Bilanz; PP = erzielte Überzahltore; SH = erzielte Unterzahltore; GW = erzielte Siegtore; 1 Play-downs/Relegation; Kursiv: Statistik nicht vollständig)